# Аптекарский остров (муниципальный округ)
Апте́карский о́стров — муниципальный округ № 61 в составе Петроградского района Санкт-Петербурга.
Название округа происходит от названия одного из островов в дельте Невы.
Глава муниципального округа Аптекарский остров — Бондаренко Андрей Сергеевич.

## Граница округа

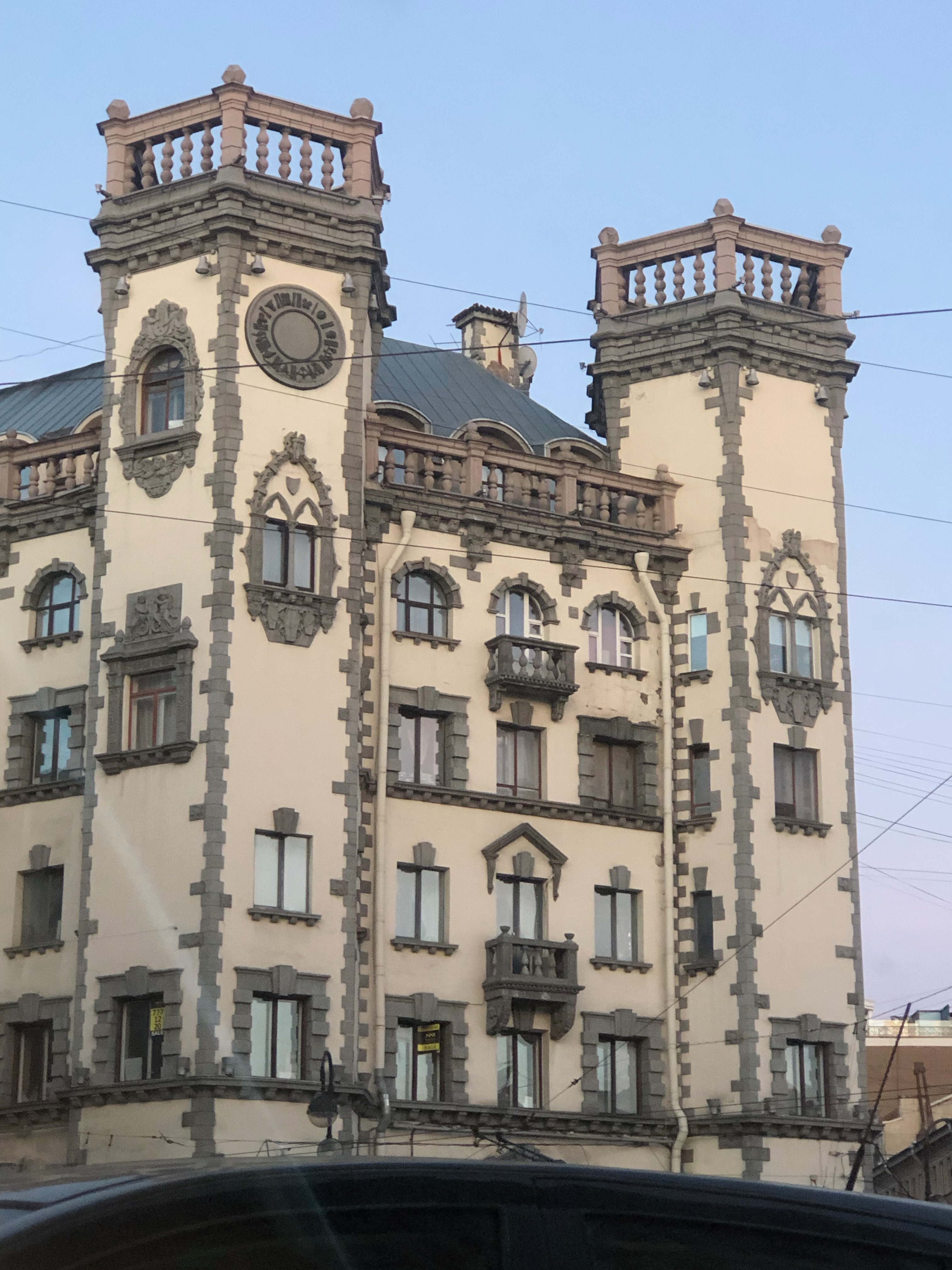
Площадь Льва Толстого. Дом с башнями.

Граница муниципального округа N 61 проходит: от ул. Рентгена по оси Каменноостровского пр. до пл. Льва Толстого, далее от пл. Льва Толстого по оси Большого пр. П. С. до ул. Ленина, далее по оси ул. Ленина до Чкаловского пр., далее по оси Чкаловского пр. до оси р. Карповки, далее по оси р. Карповки до Каменноостровского пр., далее по оси Каменноостровского пр. до оси р. Малой Невки, далее по оси р. Малой Невки до оси р. Большой Невки, далее по оси р. Большой Невки до ул. Рентгена, далее по оси ул. Рентгена до Каменноостровского пр.

## Население
| 2002    | 2010    | 2012    | 2013    | 2014    | 2015    | 2016    |
| ------- | ------- | ------- | ------- | ------- | ------- | ------- |
| 19 277  | ↗20 575 | ↗20 949 | ↗21 519 | ↗21 939 | ↘21 924 | ↘21 533 |
| 2017    | 2018    | 2019    | 2020    | 2021    | 2023    | 2025    |
| ↘21 356 | ↘21 234 | ↘20 694 | ↘20 209 | ↗20 856 | ↘20 667 | ↗21 092 |